# Pholcomma gibbum
Pholcomma gibbum là một loài nhện trong họ Theridiidae. Chúng được Johan Peter Westring miêu tả năm 1851.